# Torpenhow
Torpenhow is een dorp in het bestuurlijke gebied Allerdale, in het Engelse graafschap Cumbria. Het ligt tussen Whitehaven en Carlisle, ten oosten van de A595 en ten zuiden van de rivier Ellen. Torpenhow ligt in de civil parish Blennerhasset and Torpenhow.

## Sint-Michielskerk
De Sint-Michielskerk (Engels: St Michael's Church) in Torpenhow is een actieve Anglicaanse kerk. Het gebouw is als monument opgenomen in de National Heritage List for England (nationale erfgoedlijst van Engeland). Hij dateert uit het begin van de 12e eeuw met uitbreidingen van latere eeuwen. De kerk heeft Normandische kenmerken (Romaanse architectuur) te zien bij de zuidingang, de arcades, de koorboog en het doopvont. Het noordelijke dwarsschip dateert uit de 13e eeuw en het westelijke deel met kloktorentje (bellcote) is waarschijnlijk uit de 17e eeuw. In 1689 werd het plafond van het schip geschilderd door Thomas Addison. De kerk werd gerestaureerd rond 1882 en 1913.